# Argence Vive
Die Argence Vive ist ein Fluss in Frankreich, der im Département Aveyron in der Region Okzitanien verläuft. Er entspringt in der Landschaft Aubrac, im Gemeindegebiet von Alpuech, entwässert generell in nordwestlicher Richtung durch den Regionalen Naturpark Aubrac und mündet nach rund 24 Kilometern im Gemeindegebiet von Sainte-Geneviève-sur-Argence im Rückstau der Barrage de Labarthe als linker Nebenfluss in die Truyère.

## Orte am Fluss
(Reihenfolge in Fließrichtung)
- Alpuech
- Moulin d’Aval, Gemeinde Graissac
- Sainte-Geneviève-sur-Argence